# Любов не розуміє слів
Любов не розуміє слів (тур. Aşk Laftan Anlamaz) — турецька романтична комедія, створена Tims Productions. Прем'єра відбулася 15 червня 2016 року. В Україні прем'єра відбулася 5 лютого 2024 року на Бігуді.

## Сюжет
Мурат Сарсилмаз (Бурак Деніз), спадкоємець сім'ї Сарсилмаз, що володіє компанією Sarte, випадково знайомиться з Хаят Узун (Ханде Ерчел), яка родом із Гіресуна і живе в Стамбулі з двома подругами — Асли та Іпек (Озджан Текдемір та Мерве Чагиран). Незабаром після їхньої зустрічі, Хаят обманним шляхом влаштовується помічницею Мурата в Sarte, не знаючи, що компанія належить йому. Знайомство молодих людей, яке почалося зі сварки, незабаром переростає в кохання.

## Акторський склад
| Актор               | Роль             | Опис |
| ------------------- | ---------------- | --- |
| Бурак Деніз         | Мурат Сарсилмаз  | Серйозний, відповідальний, відданий родині та роботі. Він втратив матір, коли був дитиною. Тому він зблизився з батьком і рано почав ділове життя. На роботі з'являється зовсім інший Мурат, який стає набагато серйознішим, ніж зазвичай. Діє як повний професіонал.    |
| Ханде Ерчел         | Хаят Узун        | Уперта, непоступлива до несправедливості, бойова. Її мета — вижити в Стамбулі. Вона чесна. Єдина серйозна брехня, яку вона коли-небудь сказала, це те, що почала працювати помічником Мурата Сарсилмаза під іншим іменем.                                                |
| Бюлент Емрах Парлак | Джеміль Узун     | Старший брат Хаят. Приїхав до Стамбула через брехню батька. Починає працювати в Sarte. |
| Огузхан Кабрі       | Дорук Сарсілмаз  | Зведений брат Мурата Сарсилмаза. Другий бос Sarte. Він повна протилежність свого брата Мурата. Він зайнятий тим, щоб максимально використати можливості, які у нього є. За його словами, життя — це не лише робота. Він дуже любить свого брата Мурата.                  |
| Озджан Текдемір     | Асли             | Сусідка Хаят по кімнаті. Вона як ангел. Вона завжди до всього ставиться оптимістично. Всім довіряє одразу. Працює медсестрою і завжди втомлена через чергування. |
| Мерве Кагіран       | Іпек             | Сусідка Хаят по кімнаті. Вона має диявольський і жартівливий інтелект. Її філософія життя: всі засоби допустимі для досягнення мети. Вона не вірить у чоловіків і кохання, але не соромиться їх використовувати. Працює бренд-менеджером.                                |
| Сулейман Фелек      | Керем            | Друг Мурата по військовій службі, а тепер його водій. Він справжній дружній хлопець. |
| Туґче Карабачак     | Дідем            | Вона є обличчям бренду Sarsılmazlar. Має одержиму любов до Мурата. Вона проявляє зухвале, чіпке ставлення. Має інстинктивну хитрість, коли справа стосується чоловіків. Нещодавно у неї були короткочасні стосунки з Муратом. Вона вважає, що Мурат теж закоханий в неї. |
| Демет Гюль          | Тувал Янікоглу   | Модельєр. Вона божевільна, весела і неповторна. Вона дуже любить Мурата, але як друга. Їй не подобається модель Дідем, обличчя бренду. Найголовніше в житті — це її одяг, який вона вважає витвором мистецтва.                                                           |
| Бетюль Чобаноглу    | Дерья Сарсилмаз  | Друга дружина Неджата, рідна мати Дорука і мачуха Мурата. Вона не любить Мурата і погано ладнає зі свекрухою. |
| Джем Емюлер         | Неджат Сарсилмаз | Батько Мурата і Дорука. Після смерті матері Мурата одружився з Дерьї. Він є власником компанії Sarsılmaz. Хоче піти на пенсію і залишити бізнес своїм синам Мурату і Доруку.                                                                                             |
| Ісмаїл Еге Шашмаз   | Ібрагім          | Племінник Фадік. Він дуже відомий рекламіст, але покинув всю цю роботу і відправився в навколосвітнє турне, а потім закохався в Хаят. |
| Еміне Узун          | Султан Кероглу   | Мати Хаят. Вона живе в селі, але тимчасово приїхала до Стамбула, щоб бути поруч з дочкою. |
| Еврен Дуял          | Фадіме (Фадік)   | Подруга Еміне. |
| Назан Діпер         | Азіме Сарсилмаз  | Бабуся Мурата. Вони з дідусем Хаят любили один одного багато років тому. |
| Метін Акпинар       | дідусь Хашмет    | Дідусь Хаят, закоханий у бабусю Мурата. |
| Біранд Тунджка      | Емре Азатоглу    | Він закохується в Хаят, коли приїжджає в Sarte, щоб зайнятися бізнесом. І він робить усі види зла, щоб завоювати її. |
| Ґьозде Коджаоглу    | Чагла            | Головний помічник Мурата. |
| Гекхан Ніґделі      | Кямран           | Людина, яку Еміне та Фадік зустріли під час пошуку провидця для Хаят і який став провидцем для Фадіка. |
| Еліф Доган          | Суна Пектас      | Дівчина, яку замінила Хаят. Вона донька заступника міністра. |
| Метехан Куру        | Гьокче           | Дівчина, яка змінила Хаят, подруга Суни. |
| Огуз Окул           | Кемаль           | Батьком Суни, давній друг Неджата. |

## Українське багатоголосе закадрове озвучення
Українською мовою серіал озвучено студією «1+1» у 2024 році.

## Трансляція в Україні
- Вперше серіал транслювався з 5 лютого по 15 квітня 2024 року на телеканалі Бігуді, у будні о 18:10 по дві серії.
- Вдруге серіал транслювався з 11 січня по 5 квітня 2025 року на телеканалі Бігуді, у вихідні о 19:00 по пʼять серії.
- Втретє серіал транслює з 7 серпня по 16 жовтня 2025 року на телеканалі Бігуді, у будні о 16:15 по дві серії.